# Joseph Malicot
Joseph Malicot, né le 31 mai 1874 à Sablé-sur-Sarthe et mort le 9 mars 1953  au Mans, est un photographe et éditeur français de cartes postales.

## Biographie
Fils et petit-fils de peintre et de vitrier, Joseph Malicot est d'abord peintre et vitrier. Artisanat qu'il va peu à peu abandonner à sa passion : la photographie. La création d'un atelier de pose sonne la naissance du photographe. Il mémorise en sépia baptêmes, mariages et communions. Pour arrondir ses fins de mois, il se fait éditeur de cartes postales. Ce fut l'idée géniale.
En 1899, il fait construire un atelier de photographie à Sablé-sur-Sarthe, et réalise de nombreuses photographies, essentiellement sur plaques de verre au gélatino bromure d'argent. Pour ses tirages papier, il utilise essentiellement les procédés au charbon, au platine, à l'albumine et au gélatino bromure d'argent.
Son rayon d'action évolue au fil de sa carrière. D'abord restreint au canton de Sablé-sur-Sarthe (1898), il s'étend ensuite sur les cantons de Château-Gontier, Grez-en-Bouère. Puis vers 1901 sur ceux de Mamers, Ecommoy, Bierné,le Lion-d'Angers, Durtal et Chateauneuf-sur-Sarthe.

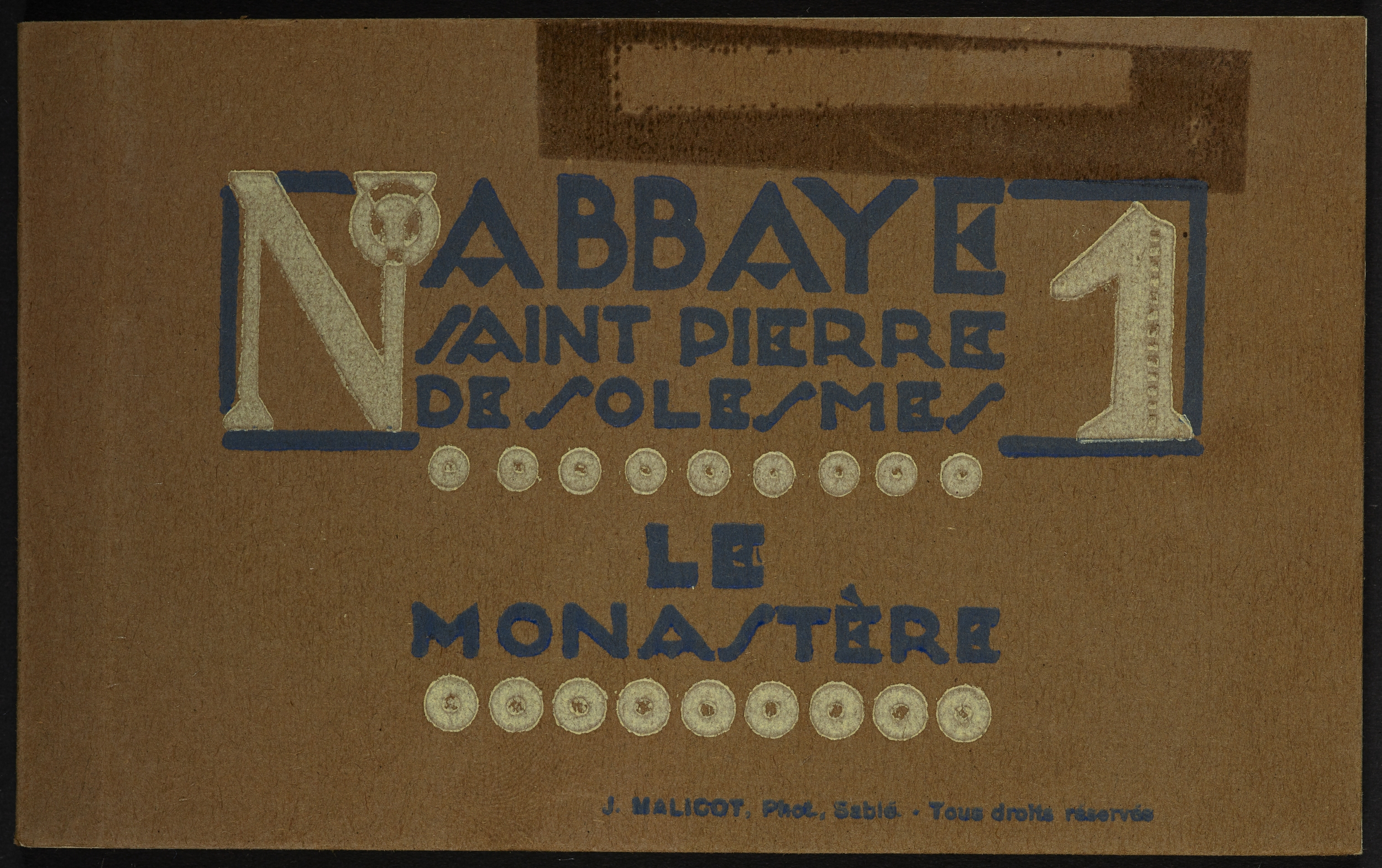
Album de cartes postales de Joseph Malicot

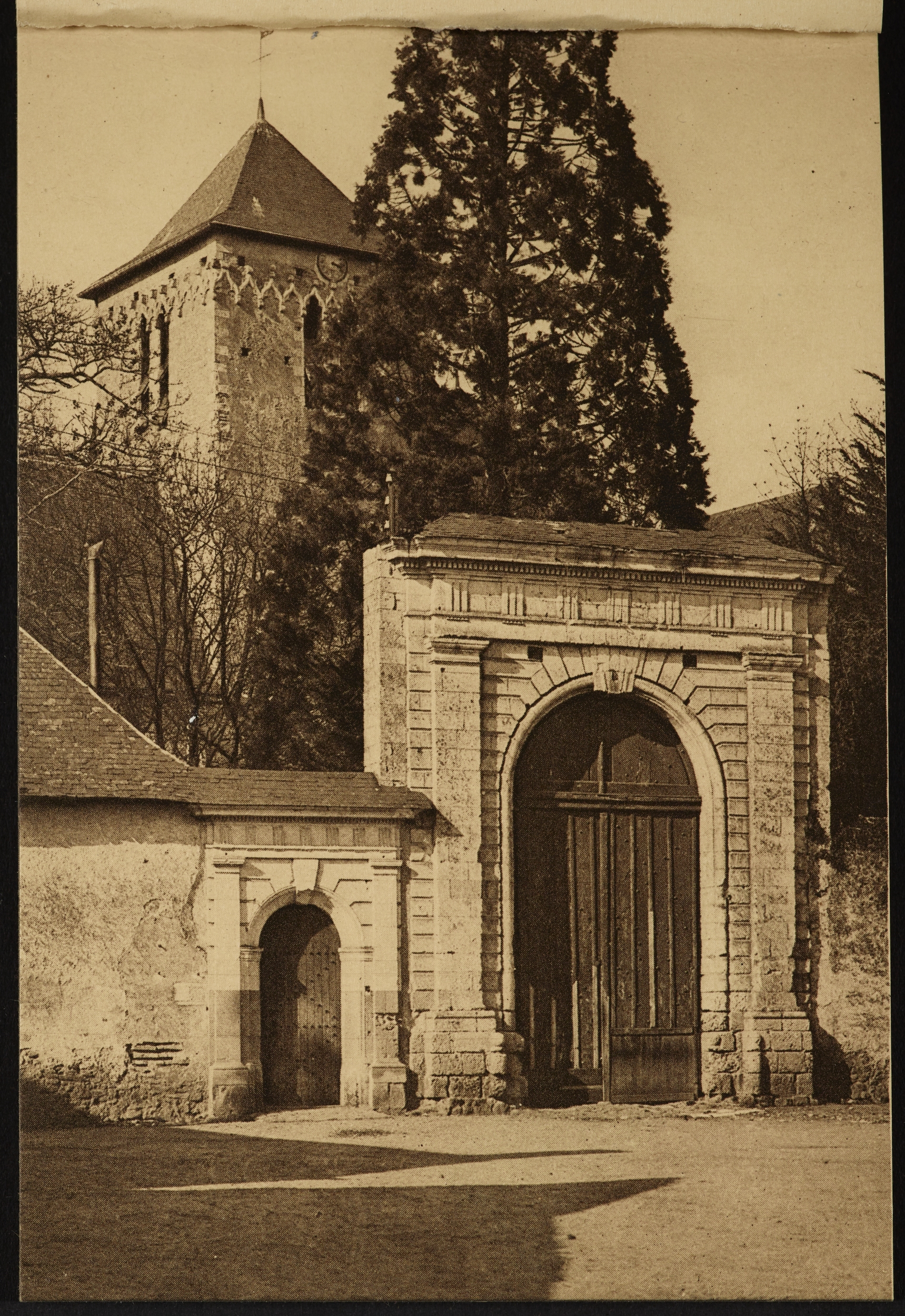
Carte postale de Joseph Malicot, abbaye de Solesmes

Durant l'âge d'or de la carte postale, il parcourt une grande partie des départements de Sarthe,, Mayenne et Maine-et-Loire, et réalise même quelques cartes postales au-delà de cette zone (en Indre-et-Loire, à Saint-Malo, sur l'Ile de Ré et à Chailly-en-Bière)

## AssociationAtelier Malicot
Une Association loi 1901 a été créée en 2007. Elle a pour but la restauration et la remise en valeur de l'atelier et la création d'un espace consacré aux arts.

## Publications
Certaines photos sont publiées dans l'Illustration (1901), la Construction moderne (1908), le Magasin pittoresque (1913), le mémento du massage (1915), le Maine (1925).
- H. Somen, Memento de massage, application du massage au traitement des blessures de guerre, éd. Baillères, Paris, 1915[9]
- Congrès Archéologique de France, vol. 2, p. 342,346, éd. 1847[10]
- Le Magasin pittoresque, vol. 14,  1913, p. 29 et 30[11]
- Mayenne-Sciences, 1911, page 32 et 33.
- Humbert Mollière, Le bienheureux Dom Augustin Chevreux: dernier supérieur général de la Congrégation de Saint-Maur, massacré au Couvent des Carmes à Paris, le 2 septembre 1792, vol. 12 de Moines et monastères, éd. Abbaye Saint-Martin, 1936
- Louis Gallouédec, Le Maine, éd. Hachette, 1925